# Lizardita
La lizardita és un mineral de la classe dels silicats, que pertany al grup de la caolinita-serpentina. Va ser anomenada l'any 1955 per Eric James William Whittaker i Jack Zussman per la seva localitat tipus The Lizard (literalment el llangardaix), a la Península de Lizard, a Cornualla, Anglaterra (Regne Unit). Volumètricament la lizardita és l'espècie més comuna de les serpentines. Es troba estretament relacionada amb l'antigorita i el crisòtil.

## Característiques
La lizardita és un silicat de fórmula química Mg₃(Si₂O₅)(OH)₄. Cristal·litza en el sistema triclínic.
Segons la classificació de Nickel-Strunz la lizardita és un silicat del subgrup dels fil·losilicats amb capes tipus caolinita formats per enllaços tetraèdrics o octaèdrics (grup 9.ED). Segons la classificació de Dana, és un fil·losilicat amb capes d'anells hexagonals de capes 1ː1 (grup 71.1.2b.2).

## Formació i jaciments
La lizardita s'ha descrit a tots els continents. Acostuma a formar-se com a producte de serpentinització de silicats magnèsics per sota de 75 °C de temperatura. Als territoris de parla catalana ha estat descrita a les pedreres Can Viader i de l'Àngel, ambdues a Gualba (Vallès Oriental).